# World Games 2017/Teilnehmer (Argentinien)
| Gelbes Symbol für Goldmedaillen mit stilisierten Olympischen Ringen | Graues Symbol für Silbermedaillen mit stilisierten Olympischen Ringen | Braundes Symbol für Bronzemedaillen mit stilisierten Olympischen Ringen |
| ------------------------------------------------------------------- | --------------------------------------------------------------------- | ----------------------------------------------------------------------- |
| 3                                                                   | 1                                                                     | 2                                                                       |

Argentinien nahm in Breslau an den World Games 2017 teil. Die argentinische Delegation bestand aus 43 Athleten.

## Medaillengewinner

### Gold
| Name                               | Sportart            | Wettkampf                 |
| ---------------------------------- | ------------------- | ------------------------- |
| Nicolas Pretto                     | Boules              | Präzisions-Schießspiel    |
| Romina Bolatti Maria Victoria Maiz | Boules              | Raffa Doppel              |
| Kuwada Ken                         | Inline-Speedskating | 10000 m Punkterennen Bahn |

### Silber
| Name | Sportart      | Wettkampf  |
| --- | ------------- | ---------- |
| Daniela Aguzzi Florencia Ibarra Florencia Bericio Rocío Barros Carolina Rossi Rayén Cárdenas Luciana Scordamaglia Agustina Mirotta Celeste Meccia Ivana Eliges | Beachhandball | Mannschaft |

### Bronze
| Name                   | Sportart            | Wettkampf           |
| ---------------------- | ------------------- | ------------------- |
| Juan Francisco Sanchez | Rollschuhkunstlauf  | Frei                |
| Kuwada Ken             | Inline-Speedskating | 500 m Sprint Straße |

## Teilnehmer nach Sportart

### Beachhandball
| Wettbewerb    | Frauen |
| ------------- | --- |
| Athleten      | Daniela Aguzzi Florencia Ibarra Florencia Bericio Rocío Barros Carolina Rossi Rayén Cárdenas Luciana Scordamaglia Agustina Mirotta Celeste Meccia Ivana Eliges |
| Gruppenphase  | Spanien 1:2 (11:15, 13:9, 4:5) Norwegen 0:2 (18:20, 15:19) Tunesien 2:0 (16:15, 16:6)                                                                          |
| Viertelfinale | Australien 2:1 |
| Halbfinale    | Norwegen 2:1 |
| Finale        | Brasilien 0:2 |
| Platzierung   | Silber |

### Boules
Die Gruppenphase der Gruppe B beendete das Raffa-Doppel auf dem 2. Platz, der sie für das Halbfinale qualifizierte. San Marino erreichte das Finale, wo man sich Italien 12-7 geschlagen geben musste.
Ursprünglich wollte Jacopo Frisoni auch im Raffa Einzel antreten, doch der Wettbewerb wurde abgesagt.
| Athleten                           | Wettbewerb             | Vorrunde            | Vorrunde      | Vorrunde                   | Vorrunde | Halbfinale                     | Halbfinale | Finale / Platz 3              | Finale / Platz 3 | Rang     |
| Athleten                           | Wettbewerb             | Gegner              | Ergebnis      | Gegner                     | Ergebnis | Gegner                         | Ergebnis   | Gegner                        | Ergebnis         | Rang     |
| ---------------------------------- | ---------------------- | ------------------- | ------------- | -------------------------- | -------- | ------------------------------ | ---------- | ----------------------------- | ---------------- | -------- |
| Frauen                             |                        |                     |               |                            |          |                                |            |                               |                  |          |
| Maria Victoria Maiz                | Raffa Einzel           | abgesagt            | abgesagt      | abgesagt                   | abgesagt | abgesagt                       | abgesagt   | abgesagt                      | abgesagt         | abgesagt |
| Romina Bolatti Maria Victoria Maiz | Raffa Doppel           | Wefei Cen Wei Zhang | 12:8          | Susanna Longoni Laura Riso | 12:10    | Marina Braconi Elisa Luccarini | 12:6       | Ana Martins Noeli Dalla Corte | 12:8             | Gold     |
| Athleten                           | Wettbewerb             | Qualifikation       | Qualifikation | Finale                     | Finale   | Rang                           | Rang       | Rang                          | Rang             | Rang     |
| Athleten                           | Wettbewerb             | Punkte              | Rang          | Punkte                     | Rang     | Rang                           | Rang       | Rang                          | Rang             | Rang     |
| Männer                             |                        |                     |               |                            |          |                                |            |                               |                  |          |
| Nicolas Pretto                     | Präzisions-Schießspiel | 38                  | 2             | 20                         | 1        | Gold                           | Gold       | Gold                          | Gold             | Gold     |

### Faustball
| Wettbewerb       | Männer |
| ---------------- | --- |
| Athleten         | Carlos Cagnone Jose Herrera Tomas Cravero Tomas Krause Gaston Vilar Martin Galan Tomas Mascali Lucio Rivolta                                                                  |
| Gruppenphase     | Deutschland 0:3 (1:11, 6:11, 8:11) Brasilien 1:3 (7:11, 11:7, 8:11, 5:11) Schweiz 0:3 (5:11, 8:11, 2:11) Österreich 0:3 (3:11, 4:11, 9:11) Chile 3:1 (11:4, 11:8, 6:11, 11:9) |
| Viertelfinale    | ausgeschieden |
| Halbfinale       | ausgeschieden |
| Spiel um Platz 5 | Chile 0:3 (5:11, 9:11, 7:11) |
| Platzierung      | 6 |

### Inlinehockey
| Wettbewerb       | Männer |
| ---------------- | --- |
| Athleten         | Cristian Ariel Guzman Facundo Jorge Vadra Jose Galban Francisco Galban Agustin Marengo Sebastian Marngo Manuel Martin Sitito Federico Matias Fernandez Sebastian Echevarria Sebastian Bustos Rodrigo Irisarri Ignacio Portabella Fazio Joaquin De Giacomi Hernan Insua Shanly |
| Gruppenphase     | - |
| Halbfinale       | ausgeschieden |
| Spiel um Platz 7 | Polen 5:1 |
| Platzierung      | 7 |

### Inline-Speedskating

#### Bahn
| Athleten                    | Wettbewerb           | Qualifikation | Qualifikation | Viertelfinale | Viertelfinale | Halbfinale    | Halbfinale    | Finale        | Finale        | Rang          |
| Athleten                    | Wettbewerb           | Zeit          | Rang          | Zeit          | Rang          | Zeit          | Rang          | Zeit/Punkte   | Rang          | Rang          |
| --------------------------- | -------------------- | ------------- | ------------- | ------------- | ------------- | ------------- | ------------- | ------------- | ------------- | ------------- |
| Frauen                      |                      |               |               |               |               |               |               |               |               |               |
| Rocio Berbel Alt            | 300 m Zeitfahren     | 27,246 s      | 11            | –             | –             | –             | –             | 26,998 s      | 6             | 6             |
| Rocio Berbel Alt            | 500 m Sprint         | –             | –             | 44,962 s      | 1             | 45,480 s      | 3             | ausgeschieden | ausgeschieden | ausgeschieden |
| Rocio Berbel Alt            | 1000 m Sprint        | –             | –             | 1:29,529 min  | 6             | 1:29,957 min  | 7             | 1:32,241 s    | 5             | 5             |
| Männer                      |                      |               |               |               |               |               |               |               |               |               |
| Ezequiel Eduardo Cappellano | 300 m Zeitfahren     | 25,835 s      | 11            | –             | –             | –             | –             | 25,788 s      | 11            | 11            |
| Ezequiel Eduardo Cappellano | 500 m Sprint         | –             | –             | 43,042 s      | 4             | ausgeschieden | ausgeschieden | ausgeschieden | ausgeschieden | ausgeschieden |
| Ezequiel Eduardo Cappellano | 1000 m Sprint        | –             | –             | 1:24,153 min  | 15            | 1:24,762 min  | 16            | ausgeschieden | ausgeschieden | ausgeschieden |
| Kuwada Ken                  | 1000 m Sprint        | –             | –             | 1:23,205 min  | 7             | 1:23,088 min  | 13            | ausgeschieden | ausgeschieden | ausgeschieden |
| Kuwada Ken                  | 10000 m Punkterennen | –             | –             | –             | –             | –             | –             | 13 Punkte     | 1             | Gold          |
| Kuwada Ken                  | 15000 m Rennen       | –             | –             | –             | –             | –             | –             | ausgeschieden | ausgeschieden | ausgeschieden |

#### Straße
| Athleten                    | Wettbewerb           | Qualifikation | Qualifikation | Viertelfinale | Viertelfinale | Halbfinale    | Halbfinale    | Finale        | Finale        | Rang          |
| Athleten                    | Wettbewerb           | Zeit          | Rang          | Zeit          | Rang          | Zeit          | Rang          | Zeit/Punkte   | Rang          | Rang          |
| --------------------------- | -------------------- | ------------- | ------------- | ------------- | ------------- | ------------- | ------------- | ------------- | ------------- | ------------- |
| Frauen                      |                      |               |               |               |               |               |               |               |               |               |
| Rocio Berbel Alt            | 200 m Zeitfahren     | 19,682 s      | 9             | –             | –             | –             | –             | 19,225 s      | 5             | 5             |
| Victoria Rodriguez          | 200 m Zeitfahren     | 19,724 s      | 10            | –             | –             | –             | –             | 19,422 s      | 9             | 9             |
| Victoria Rodriguez          | 500 m Sprint         | 53,984 s      | 3             | ausgeschieden | ausgeschieden | ausgeschieden | ausgeschieden | ausgeschieden | ausgeschieden | ausgeschieden |
| Rocio Berbel Alt            | 500 m Sprint         | 53,404 s      | 1             | 47,522 s      | 1             | 46,842 s      | 1             | 46,742 s      | 3             | Bronze        |
| Rocio Berbel Alt            | 10000 m Punkterennen | –             | –             | –             | –             | –             | –             | 3 Punkte      | 6             | 6             |
| Männer                      |                      |               |               |               |               |               |               |               |               |               |
| Ezequiel Eduardo Cappellano | 200 m Zeitfahren     | 18,528 s      | 18            | –             | –             | –             | –             | ausgeschieden | ausgeschieden | ausgeschieden |
| Ezequiel Eduardo Cappellano | 500 m Sprint         | 47,063 s      | 2             | 45,308 s      | 4             | ausgeschieden | ausgeschieden | ausgeschieden | ausgeschieden | ausgeschieden |
| Ezequiel Eduardo Cappellano | 10000 m Punkterennen | –             | –             | –             | –             | –             | –             | nicht beendet | nicht beendet | nicht beendet |
| Kuwada Ken                  | 10000 m Punkterennen | –             | –             | –             | –             | –             | –             | 3 Punkte      | 8             | 8             |
| Kuwada Ken                  | 20000 m Rennen       | –             | –             | –             | –             | –             | –             | ausgeschieden | ausgeschieden | ausgeschieden |

### Karate
| Athleten       | Wettbewerb   | Vorrunde         | Vorrunde | Vorrunde    | Vorrunde | Vorrunde      | Vorrunde      | Halbfinale    | Halbfinale    | Finale / Platz 3 | Finale / Platz 3 | Rang          |
| Athleten       | Wettbewerb   | Gegner           | Ergebnis | Gegner      | Ergebnis | Gegner        | Ergebnis      | Gegner        | Ergebnis      | Gegner           | Ergebnis         | Rang          |
| -------------- | ------------ | ---------------- | -------- | ----------- | -------- | ------------- | ------------- | ------------- | ------------- | ---------------- | ---------------- | ------------- |
| Frauen         |              |                  |          |             |          |               |               |               |               |                  |                  |               |
| Giuliana Novak | Kumite 55 kg | Valeria Kumizaki | 0:1      | Sara Cardin | 0:4      | ausgeschieden | ausgeschieden | ausgeschieden | ausgeschieden | ausgeschieden    | ausgeschieden    | ausgeschieden |

### Rollschuhkunstlauf
| Athleten               | Wettbewerb | Short Programm | Long Programm | Rang   |
| ---------------------- | ---------- | -------------- | ------------- | ------ |
| Frauen                 |            |                |               |        |
| Elizabeth Soler        | Frei       | 81.000         | 320.400       | 4      |
| Männer                 |            |                |               |        |
| Juan Francisco Sanchez | Frei       | 83.100         | 334.800       | Bronze |

### Wasserski
| Männer         |                     |       |    |       |   |       |   |               |               |               |
| Alejo De Palma | Wakeboard Freestyle | 39,22 | 10 | 42,78 | 2 | 42,48 | 9 | ausgeschieden | ausgeschieden | ausgeschieden |